# Ottagono Abbandonato
Ottagono Abbandonato (wörtlich: Aufgegebenes Achteck) ist eine kleine Insel in der mittleren Lagune von Venedig. Sie hat eine Fläche von 3.026 m² und bewachte als eine der vier achteckigen Festungen vom 16. bis 20. Jahrhundert die Einfahrt von Malamocco.

## Geschichte
Unter Leitung des Consiglio Nazionale delle Ricerche wurden archäologische Grabungen durchgeführt, die Überreste aus römischer Zeit, wie Amphoren zu Tage förderten. Möglicherweise befand sich der von Strabo genannte Hafen an der Mündung des Medoacus, des heutigen Brenta, am Rande der zu dieser Zeit erheblich größeren Insel. Zu dieser Zeit bildete sie wohl einen Teil des Lagunenrandes.
Angesichts der Kriege mit den Osmanen, die 1571 in der Seeschlacht von Lepanto ihren vorläufigen Höhepunkt fanden, beschloss der Senat der Republik Venedig, die Einfahrten in die Lagune militärisch zu sichern. Dazu sollten vier achteckige Festungsbauten (ottagoni) entstehen. Mithilfe von Material aus dem benachbarten Kanal des Ottagono abbandonato wurde eine Auflage von 1,5 m Höhe zum Teil aus römischen Überresten geschaffen, auf der ein 3 m hoher Festungsbau errichtet wurde. Die Kanonen auf der Festungsinsel hatten die Aufgabe, etwaige Eindringlinge in die Lagune, denen der Durchbruch durch die befestigte Durchfahrt von Malamocco gelungen war, zu beschießen. 
Im Laufe des Krieges um das kretische Candia, der Venedig von 1646 bis 1669 beschäftigte, wurde die Insel noch stärker befestigt. Danach wurden die Ottagoni jedoch vernachlässigt, bis es ab 1726 zu abermaligen Modernisierungen kam. Bereits 1870 war die Insel unter ihrem heutigen Namen, der nichts anderes bedeutet als aufgegebenes Oktogon, bekannt. Zu dieser Zeit begann der Verfall, der sich seither fortgesetzt hat.
Die Festungsanlage ist in dementsprechend schlechtem Zustand und die Grundfläche der Insel hat sich durch Erosion deutlich reduziert.